# Plaça de Santes Creus
La plaça de Santes Creus és un espai del barri d'Horta de Barcelona, tocant al carrer del Tajo, antiga riera d'Horta.

## Història i descripció
S'originà el 1553 amb la construcció de quatre cases, constituint el nucli inicial de la vila d'Horta. S'anomenava plaça Major, de la Vila o del Comú. El 1870 passà a ser la plaça de la Constitució, i el 1907 adoptà el nom actual, en referència al monestir cistercenc de Santa Maria de Santes Creus, d'Aiguamúrcia (Alt Camp).
La masia de Can Gras és un dels edificis més antics de la plaça. En la finca s'hi conreava vinya. A la planta baixa tenia una capella on els diumenges s'hi deia missa, i els veïns del voltant hi anaven, ja que l'església de Sant Joan d'Horta quedava molt lluny. Després de missa, hi havia una subhasta de la borsa de treball. Amb tots aquests elements, a l'indret es generava una especial animació els dies festius. Amb el pas dels anys, la finca va anar perdent la seva condició rural i es va anar transformant en zona d'habitatges, edificis que finalment van acabar envoltant la masia. Ja al segle xx, aquesta casa es va utilitzar com a magatzem de ferro i de fusta, taller de ferreteria i bar.
El 1768 s'hi construí la Casa del Comú, l'ajuntament de la vila d'Horta, que el 1904, amb l'annexió d'Horta a Barcelona, passà a tenir altres usos: dispensari, escola, i actualment hi ha els serveis socials municipals i una ludoteca.
El 1886 s'hi instal·là una font alimentada per la mina de Can Travi, que el 1904 va ser substituïda per una rèplica de la font de Canaletes, donada per l'Ajuntament de Barcelona amb motiu de l'annexió d'Horta.
Va ser el centre del poble d'Horta fins a mitjans del segle xx, que va anar perdent pes en favor de la plaça d'Eivissa.